# Adam Heinrich von Steinau
Adam Heinrich Graf von Steinau (* unbekannt; † 1712 in Nebillau) war ein sächsisch-polnischer Generalfeldmarschall.
Die Familie von Steinau stammte aus der Grafschaft Henneberg aus dem Adelsgeschlecht derer von Steinau genannt Steinrück. Der Graf war zunächst in kurbraunschweigisch-lüneburger Diensten. Er diente von 1685 bis 1688 im bayrischen Kontingent des Reichsheeres im Feldzug gegen die Türken in Ungarn. Danach nahm er am Pfälzischen Erbfolgekrieg gegen Frankreich unter Karl von Lothringen teil, unter anderem auch an der Belagerung von Mainz 1689.
Steinau trat daraufhin 1693 in den Dienst der Republik Venedig im Krieg gegen die Türken. 1694 eroberte er mit Antonio Zeno die Insel Chios. Im Jahr darauf hatte er Glück als sein Schiff Feuer fing und explodierte, Steinau hatte kurz zuvor auf eine andere Galeere gewechselt. Er besiegte dann auf Morea mit dem General Alexander Molino die dort eingedrungenen Türken. Nach dem Frieden von Karlowitz (1699) legte er noch die Befestigungen am Isthmus von Korinth an.
Zu der Zeit hatte der sächsische Kurfürst Friedrich August I. („August der Starke“) als August II. König von Polen das Kommando über die kaiserlichen Truppen in Ungarn inne. Steinau diente unter ihm in Ungarn. Am 27. August 1699 wurde er zum sächsischen Generalfeldmarschall ernannt.
Im Großen Nordischen Krieg befehligte Steinau 1700 unter August II. die sächsischen Truppen und bestritt den Livland-Kurland-Feldzug. Die beinahe zehn Monate andauernde Belagerung Rigas von Februar bis November 1700 blieb ohne Erfolg. Im Gefecht von Jungfernhof im Juli 1700 hielt er dem schwedischen General Otto Vellingk noch stand, am 19. Juli 1701 verlor er gegen den schwedischen König Karl XII. jedoch die Schlacht an der Düna nahe Riga. Eine Niederlage der Schlacht bei Klissow in Polen am 19. Juli 1702 folgte. Nach der verlorenen Schlacht von Pultusk am 1. Mai 1703, in der er ebenfalls das Kommando führte, zog er sich zurück. 1706 trat er wieder als Nachfolger des Generals Franz du Hamel in den Dienst Venedigs, den er nach eigener Aussage als „sein Altenteil“ betrachtete. Nach wenigen Jahren zog er sich auf sein Gut zurück.
1705 erwarb Steinau die Herrschaften Schinkau und  Nebillau einschließlich Nettonitz und beauftragte 1706 den Pilsner Baumeister Jakob Auguston mit dem Bau des Schlosses Nebillau. Nach seinem Tod wurde er in der Kirche Jakobus des Älteren in Prusing beigesetzt.

## Familie
Steinau war mit Franziska Friedrike von Pfirt zu Carspach († 1710) verheiratet. Das Paar hatte einen Sohn, Graf Johann Franz Adam von Steinau, genannt Steinrück, († 26. März 1743 in Chotiborz). Dieser ehelichte am 31. August 1713 in Klattau Anna Franziska Zaruba von Hustirzan († 1. November 1720 in Iglau). Steinaus Tochter, Gräfin Maria Theresia von Steinau († 1766), war die zweite Ehefrau des Franz Wenzel (des Älteren) Graf von Wrtby (Vrtba) (* 1670, † 20. September 1750). Dieser war Kammerherr des Kurfürsten Karl Albrecht von Bayern und anschließend Oberstlandrichter, als dieser Kaiser Karl VII. wurde.